# 大関増興
大関 増興（おおぜき ますおき）は、江戸時代中期の大名。下野国黒羽藩7代藩主。
宝永6年（1709年）2月17日、6代藩主・大関増恒の次男として生まれる。幼児期は水野氏を称していたが、享保6年（1721年）2月に世子となった。享保7年（1722年）11月28日、江戸幕府8代将軍・徳川吉宗に御目見し、元文3年（1738年）3月25日に父の隠居により跡を継ぐ。元文4年（1739年）12月16日に従五位下・伊予守に叙任される。寛保4年（1744年）2月8日、大阪加番に任じられる。
宝暦13年（1763年）10月10日、長男・増備に家督を譲って隠居し、明和元年（1764年）には能登守に遷任される。
明和7年（1770年）6月26日、江戸藩邸にて死去。享年62。

## 系譜
父母
- 大関増恒（父）

正室
- 万里 ー 六郷政晴の娘

子女
- 大関増備（長男）生母は万里（正室）
- 大関増副（次男）
- 慈法院 ー 分部光庸正室
- 大嶋義周室
- 瓦林嘉成室